# Tir aux Jeux olympiques d'été de 1960
Navigation
Melbourne 1956 Tokyo 1964
Six épreuves de tir sportif sont disputées à l'occasion des Jeux olympiques d'été de 1960. Les tireurs soviétiques terminent à la première place du classement des médailles.

## Tableau des médailles
| Rang | Nation                     | Or | Argent | Bronze | Total |
| ---- | -------------------------- | -- | ------ | ------ | ----- |
| 1    | Union soviétique           | 2  | 2      | 3      | 7     |
| 2    | États-Unis                 | 1  | 1      | 0      | 2     |
| 3    | Équipe unifiée d'Allemagne | 1  | 0      | 1      | 2     |
| 4    | Autriche                   | 1  | 0      | 0      | 1     |
| 4    | Roumanie                   | 1  | 0      | 0      | 1     |
| 6    | Finlande                   | 0  | 1      | 0      | 1     |
| 6    | Italie                     | 0  | 1      | 0      | 1     |
| 6    | Suisse                     | 0  | 1      | 0      | 1     |
| 9    | Japon                      | 0  | 0      | 1      | 1     |
| 9    | Venezuela                  | 0  | 0      | 1      | 1     |

## Résultats
Toutes les épreuves sont mixtes.
| Épreuves                         | Or                          | Argent                          | Bronze                       |
| 300 m carabine trois positions   | Hubert Hammerer 1129 pts.   | Hans Rudolf Spillmann 1127 pts. | Vassily Borisov 1127 pts.    |
| 50 m carabine trois positions    | Viktor Shamburkin 1149 pts. | Marat Nyýazow 1145 pts.         | Klaus Zähringer 1139 pts.    |
| Carabine à 50 m position couchée | Peter Kohnke 590 pts.       | James Enoch Hill 589 pts.       | Enrico Forcella 587 pts.     |
| Pistolet à 50 m                  | Aleksey Gushchin 560 pts.   | Makhmud Umarov 552 pts.         | Yoshihisa Yoshikawa 552 pts. |
| Pistolet feu rapide à 25 m       | William McMillan 587 pts.   | Pentti Linnosvuo 587 pts.       | Aleksandr Zabelin 587 pts.   |
| Fosse olympique                  | Ion Dumitrescu 192 pts.     | Galliano Rossini 191 pts.       | Sergei Kalinin 190 pts.      |

## Sources
- (fr) Données sur les médaillés olympiques, site du Comité international olympique.